# ليو غريلو
ليو غريلو (بالإنجليزية: Leo Grillo)‏ هو منتج أفلام وممثل أمريكي، ولد في 1948 في لورانس في الولايات المتحدة.

## أعمال

### أفلام
- (2006) زيزيكس روود

## وصلات خارجية
- ليو غريلو على موقع IMDb (الإنجليزية)
- ليو غريلو على موقع قاعدة بيانات الفيلم (الإنجليزية)